# Bungkulan
Bungkulan is een bestuurslaag in het regentschap Buleleng van de provincie Bali, Indonesië. Bungkulan telt 10.195 inwoners (volkstelling 2010).